# Paweł Sylwester Więzik
Paweł Sylwester Więzik (ur. 14 lutego 1986 w Szczyrku) – polski muzyk, raper, poeta i pisarz, autor płyt, tomików poetyckich oraz powieści z pogranicza fantasy, horroru i kryminału, związany z kulturą Beskidów.

## Życiorys
Ukończył filologię polską na Akademii Techniczno-Humanistycznej w Bielsku-Białej oraz studia MBA w WSB w Dąbrowie-Górniczej. Zawodowo związany z Bielskim Centrum Kultury im. Marii Koterbskiej.

## Muzyka
W 2004 roku wspólnie z żoną Magdaleną, Michałem Misiakiem i Maciejem Bożkiem założył zespół hip-hopowy SCZ Familia. Grupa wydała cztery albumy:
- Respawn (2007),
- Podróże sentymentalne (2010),
- Prometeusz (2014) – wydany przez Siła-Z-Pokoju Version Records, należące do DJ-a Feel-X ze składu Kaliber 44[2],
- Wyjście ewakuacyjne (2016) – płyta towarzysząca tomikowi poetyckiemu o tym samym tytule.

SCZ Familia zagrała ponad 200 koncertów w całej Polsce. Utwór „Gramy Dobbro” przez miesiąc zajmował 1. miejsce Listy Hitów Radia Bielsko (2020). Więzik dotarł również do półfinału programu „Żywy Rap 2”.
Jeden z utworów zespołu znalazł się na ścieżce dźwiękowej gry komputerowej DDS Simulator.

## Twórczość

### Poezja
W 2016 roku opublikował tomik Wyjście ewakuacyjne, nagrodzony III miejscem na Festiwalu „Złoty Środek Poezji” (Kutno 2012) oraz wyróżnieniem w Ogólnopolskim Konkursie Poetyckim im. Pawła Brylińskiego.
W 2025 ukazał się zbiór wierszy Nekrolog towarzyski, podzielony na cztery części: autotematyczną, beskidzką (m.in. „Echo na Skrzycznym”), społeczną i podróżniczą.

### Proza
W 2021 roku zadebiutował powieścią Dreszcze Beskidów, osadzoną w XV-wiecznych Beskidach Śląskich. Jej premiera połączona była z grą terenową w Szczyrku.
W 2023 ukazała się jego druga powieść – Klimczoka Krzyk, łącząca elementy horroru, fantasy i kryminału. W 2024 opublikowano jej anglojęzyczną wersję pt. When Mountains Scream.

## Inna działalność
Od 2024 roku jest członkiem Związku Literatów Polskich. Prowadzi warsztaty kreatywnego pisania i muzyki z wykorzystaniem nowych technologii.

## Nagrody i wyróżnienia
- III miejsce – Festiwal „Złoty Środek Poezji” (2012)[5],
- Wyróżnienie – Konkurs im. Pawła Brylińskiego[5],
- Stypendium artystyczne rektora ATH[5],
- Nagroda Powiatu Bielskiego za działalność artystyczną (2017)[8].